# Pyrinia angulimargo
Pyrinia angulimargo es una especie de polilla de la familia Geometridae. La especie fue descrita por primera vez por William Warren habiendo sido descrita en 1906, con distribución en Perú. El holotipo de la especie fue descrita en La Oroya a nivel del río Inambari.

## Descripción
Es una polilla pequeña con una envergadura de 26 milímetros (1 plg). El ala anterior es de color ocre pálido, teñido de oliva. La costa del ala cuenta con estrías de color marrón oscuro, una mancha marrón violáceo en el extremo de la celda, con el discocelular marcado por escamas de color gris perla a lo largo de su centro. Las alas posteriores cuentan con una doble línea central marrón púrpura, algunas escamas perladas en el centro y un tono púrpura en la zona posterior. La parte inferior de las alas es amarilla, con estrías rojizas. Las dos manchas centrales del ala anterior y la banda central del ala posterior son de color marrón rojizo. El ala posterior es de color rojo ladrillo pálido en el ápice.
La cabeza y los palpos son de color marrón rojizo. El tórax y abdomen son de color ocre pálido.